# Nová Dedina
Nová Dedina je obec na Slovensku v okrese Levice. Žije v ní přibližně 1 500 obyvatel.

## Historie
Obec vznikla v roce 1960 sloučením obcí Opatová (v minulosti Hronské Opatovce, maďarsky Garamapáti), Tekovská Nová Ves (v minulosti Hronská Nová Ves, maďarsky Garamújfalu, německy Neudorf) a Gondovo (v minulosti Šalmoš, Balvany, maďarsky Garamsolymos, Solymos), které bylo k obci připojeno v roce 1974.

### Historie Tekovské Nové Vsi
První písemná zmínka je z roku 1075. V 19. století byla do Tekovské Nové Vsi začleněna tehdejší obec Svätý Kríž (maďarsky Szentkereszt, německy Heiligen-Kreutz).

## Pamětihodnosti
- Římskokatolický kostel Obrácení sv. Pavla z roku 1773 v části Tekovská Nová Ves, jednolodní barokní stavba se segmentově ukončeným presbytářem a mírně představenou věží. Úpravami prošel v letech 1852 a 1956.[4]
- Kostel Povýšení svatého Kříže z roku 2000 v části Gondovo.
- V katastrální území Opatová leží chráněný areál Šándorky.

## Osobnosti
- Oleg Pastier, básník